# Descloizit

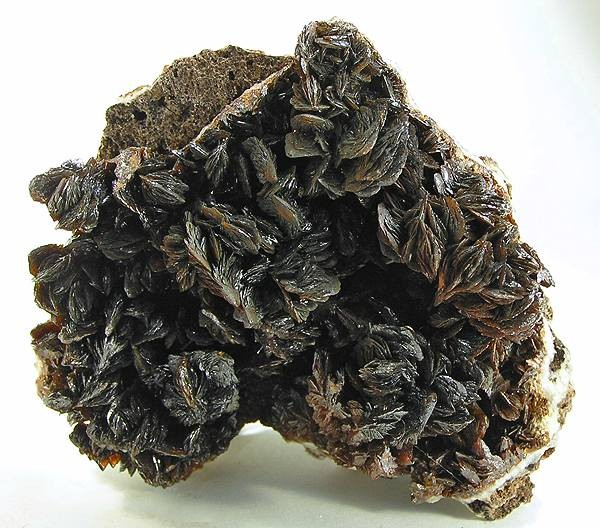
Descloizit

Desclozitul este un vanadat ce conține vanadiu.